# 科芒雄
科芒雄（法語：Commenchon，法語發音：[kɔmɑ̃ʃɔ̃]）是法国上法兰西大区埃纳省的一个市镇，位于该省西部，属于拉昂区。

## 地理
科芒雄（49°38'25"N, 3°9'29"E）面积3.33 平方千米，位于法国上法蘭西大區埃纳省，该省份为法国北部内陆省份，北起北部省，西接索姆省和瓦兹省，东临阿登省和马恩省，西南至塞纳-马恩省，东北部与比利时接壤。
与科芒雄接壤的市镇（或旧市镇、城区）包括：贝唐库尔昂沃、科蒙、吉夫里、于尼勒盖。

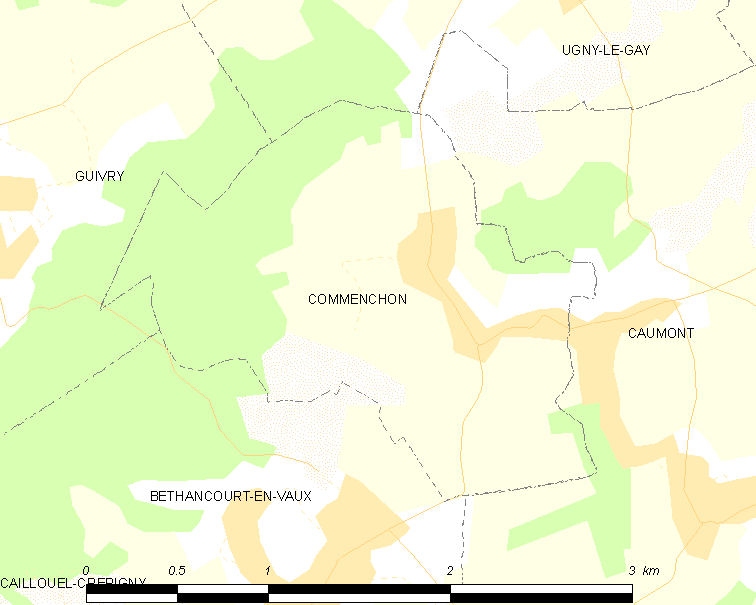
科芒雄的OSM定位图

科芒雄的时区为UTC+01:00、UTC+02:00（夏令时）。

## 行政
科芒雄的邮政编码为02300，INSEE市镇编码为02207。

## 政治
科芒雄所属的省级选区为绍尼县。

## 人口

1962-2008年间科芒雄人口变化图示

科芒雄于2022年1月1日时的人口数量为219人。